# Chiesa di Santa Maria Nuova (Lu e Cuccaro Monferrato)
La chiesa di Santa Maria Nuova è la parrocchiale di Lu, frazione-capoluogo del comune sparso di Lu e Cuccaro Monferrato, in provincia di Alessandria e diocesi di Casale Monferrato; fa parte dell'unità pastorale Santissimo Salvatore.

## Storia
Il primo luogo di culto di Lu fu la pieve di San Giovanni di Mediliano, eretta in un periodo compreso tra i secoli VI e VIII.
Tra il XII e il XIII secolo furono costruite in paese tre nuove parrocchiali, dedicate rispettivamente a san Giacomo, a san Nazario e a san Pietro.
Nel 1474 la comunità di Lu passò dall'arcidiocesi di Vercelli alle nuova diocesi di Casale Monferrato, istituita il 18 aprile di quell'anno.
Nel 1479, con bolla di papa Sisto IV recante la data del 13 febbraio, la pieve di San Giovanni di Mediliano venne soppressa e tutte le sue prerogative furono traslate nella costruenda chiesa di Santa Maria, la cui parrocchia, dedicata però a san Valerio, venne eretta il 17 marzo successivo.
Il cantiere del nuovo luogo di culto, sorto al posto della chiesa di San Pietro, venne avviato nella primavera dell'anno successivo, anche se dopo poco si arenò; riaperto nel 1482, nel 1485 la struttura fu completata, mentre negli anni successivi si procedette alla decorazione e alla realizzazione delle cappelle laterali.
I portali, la torre campanaria e le volte vennero costruiti nella prima metà del XVI secolo.
Tra il 1747 e il 1748 le colonne dell'interno furono trasformate in pilastri a base quadrata e gli sesto acuto in archi a tutto sesto.
La chiesa venne interessata da un rimaneggiamento tra il 1856 e il 1859, in occasione del quale si provvide alla ricostruzione ex novo della parete sinistra, eliminando dunque cinque cappelle laterali e alla demolizione dell'antico campanile; la nuova torre fu eretta tra il 1887 e il 1888 seguendo i progetti dell'architetto Angelo Marchini.
Essendo stata lesionata dall'evento sismico del 21 agosto 2000, la chiesa fu conseguentemente oggetto di un restauro condotto tra il 2002 e il 2005.

## Descrizione

### Esterno
La facciata a capanna in mattoni della chiesa, rivolta a nordovest e sormontata da pinnacoli risalenti agli anni cinquanta del Novecento, è scandita da quattro grosse lesene e presenta al centro il portale maggiore, sormontato dal coronamento mistilineo, e ai lati gli ingressi secondari, sovrastati da lunette contenenti le ceramiche policrome che rappresentano la Pesca miracolosa e la Conversione di San Paolo, eseguite da Dora Galli nel 1957.
Annesso alla parrocchiale è il campanile, il cui fusto è a pianta quadrata; la cella, a base ottagonale, presenta su ogni lato una monofora ed è coronata dalla guglia.

### Interno
L'interno dell'edificio si compone di tre navate, separate da pilastri sorreggenti degli archi a tutto sesto e abbelliti da lesene corinzie sopra le quali corre la cornice modanata e aggettante su cui si impostano le volte; al termine dell'aula si sviluppa il presbiterio, rialzato di alcuni gradini, delimitato da balaustre e chiuso dall'abside di forma semicircolare.
Qui sono conservate diverse opere di pregio, tra le quali la raffigurazione delle Cinque vergini, attribuita ad Angelica Bottero, il gruppo scultoreo che ritrae la Vergine Maria con la Maddalena e san Giovanni, realizzato nella seconda metà del XIX secolo da Antonio Brilla, l'affresco avente come soggetto il Giudizio di Pilato e Gesù alla colonna, eseguito nel 1908 da Luigi Onetti, la tela della Madonna del Rosario, realizzata nella bottega di Giuseppe Giovenone il Giovane nel Cinquecento, le due statue della Madonna del Rosario e della Madonna col Bambino, le due pale raffiguranti Cristo deposto dalla croce con l'Addolorata e san Carlo e i Santi Valerio, Maurizio e Defendente, risalenti rispettivamente al Sei e al Settecento, e il quadro del 1652 con soggetto Sant'Antonio col Bambino, firmato da Orsola Caccia.